# مرسيدس كاراسكو هيريرا
مرسيدس كاراسكو هيريرا (بالإسبانية: Mercedes Carrasco Herrera)‏ (9 نوفمبر 1854، تولوكا في المكسيك)؛ كاتِبة وشاعرة مكسيكية.